# もう逢えないかもしれない
「もう逢えないかもしれない」（もうあえないかもしれない）は、菊池桃子が1985年9月にリリースした6枚目のシングルである。

## 解説
- 江崎グリコ「ポッキー」のCMに使用された。ロケに使われたのは、1991年6月30日に廃止された岡山県の同和鉱業片上鉄道線の吉ヶ原駅だった。尚、この時駅名は「高ヶ原駅」となっていた。
- 菊池のシングル曲で康珍化が作詞を担当するのは、同曲が唯一である。

## 収録曲
1. もう逢えないかもしれない
  - 作詞：康珍化 / 作曲：林哲司 / 編曲：林哲司
2. アドレサンス（思春期）の週末
  - 作詞：吉元由美 / 作曲：林哲司 / 編曲：林哲司

## カバー
- Donna Fiore（2008年、アルバム『fiore』収録）
- 沼倉愛美、原由実、浅倉杏美（2012年、アルバム『THE IDOLM@STER STATION!!! Nouvelle Vague』収録）